# Dudleya blochmanae
Dudleya blochmanae là một loài thực vật có hoa trong họ Crassulaceae. Loài này được (Eastw.) Moran miêu tả khoa học đầu tiên năm 1953.